# Lucius Solicius Aurelinanus
Lucius Solicius Aurelinanus war ein im 1. und 2. Jahrhundert n. Chr. lebender Angehöriger der römischen Armee.
Durch eine Inschrift, die in Forum Iulii in der Provinz Gallia Narbonensis gefunden wurde, ist die militärische Laufbahn von Aurelinanus bekannt. Er diente als Centurio in der Legio V Macedonica, die ihr Hauptlager in Oescus in der Provinz Moesia inferior hatte und in der Legio prima Minervia pia fidelis, die ihr Hauptlager in Bonna in der Provinz Germania inferior hatte.
Laut James Robert Summerly ist die Reihenfolge, in der Aurelinanus in den beiden Legionen diente, nicht klar. Die zwei Legionen kamen um 92 und um 105/106 in Kontakt; möglicherweise fand seine Versetzung zu einem der beiden Zeitpunkte statt.
Aurelinanus errichtete den Grabstein für seine Ehefrau Numisia Caesia, die im Alter von 60 Jahren starb, für seinen Freigelassenen Numisius Chrestus und für sich selbst.
James Robert Summerly datiert die Laufbahn von Aurelinanus in einen Zeitraum zwischen 96 und 130; die Inschrift wurde auf jeden Fall nach 96 errichtet, da die Legio I Minervia mit dem Beinamen pia fidelis aufgeführt ist. Florian Matei-Popescu datiert seine Dienstzeit bei der Legio V Macedonica zwischen 100 und 110.